# Batalla de Párkány
La batalla de Párkány, en  turco Ciğerdelen Savaşı, fue una batalla que se libró entre el 7 y el 9 de octubre de 1683 en la ciudad de Párkány (hoy:Štúrovo), en el Imperio Otomano, y la zona que la rodea como parte de la  Guerra Polaco-Otomana y la Gran Guerra Turca. La batalla se libró en dos etapas. En la primera etapa las tropas polacas, bajo el mando de Juan III Sobieski, fueron derrotadas por el ejército otomano al mando de Kara Mehmed Pasha el 7 de octubre de 1683. En la segunda etapa Sobieski, apoyado por las fuerzas austriacas encabezadas por Carlos V de Lorena, derrotó al ejército otomano, que estaba reforzado con las tropas de Emérico Thököly, y obtuvo el control de Párkány el 9 de octubre de 1683. Después, los austriacos sitiaron Esztergom y la capturaron el 27 de octubre.

## Preludio de la batalla
El 1 de mayo de 1683, el Imperio Otomano atacó el Sacro Imperio Romano Germánico y sitió Viena el 14 de julio de 1683. El 6 de septiembre, el ejército polaco bajo el mando de Juan III Sobieski llegó a Tulln y se unió a las fuerzas imperiales y a las tropas adicionales de Sajonia, Baviera,  Baden, Franconia y Suabia que habían respondido a la llamada de la Liga Santa que fue apoyada por el papa Inocencio XI.
El ejército otomano, con un total de unos 150 000 hombres bajo el mando de Kara Mustafa Pasha, fue derrotado el 11 de septiembre de 1683. La mayor parte de las fuerzas otomanas se retiraron a los Balcanes. Una parte del ejército otomano bajo Kara Mehmed Pasha acampó en Párkány, Hungría, donde fueron apoyados por Emérico Thököly, un gobernante local. Las fuerzas polacas comandadas por Sobieski siguieron a los otomanos a Párkány para aniquilarlos mientras se retiraban.

## Primera etapa de la batalla
El 6 de octubre de 1683, el ejército polaco llegó a los alrededores de Párkány. Los comandantes del ejército aconsejaron precaución, sugiriendo que las avanzadillas descansaran un día. En su lugar, Sobieski decidió sorprender al ejército otomano atacándolo con su caballería. El 7 de octubre de 1683, una fuerza polaca de unos 5 000 hombres bajo el mando de Sobieski avanzó de forma bastante desorganizada hacia las posiciones otomanas. Un regimiento polaco de dragones al mando de Stefan Bidziński lideraba el avance. De repente una masa de caballería otomana se adelantó para atacarlos. El regimiento de dragones fue cogido totalmente por sorpresa, ni siquiera tenía encendidas las mechas de los mosquetes, y fue rápidamente aplastado. Los dragones supervivientes huyeron despavoridos hacia la fuerza principal de Sobieski, seguidos de cerca por la caballería turca, obligaron a los polacos a emprender una retirada apresurada para guarecerse junto al ejército imperial, que les seguía a varios kilómetros de distancia. El ejército polaco perdió alrededor de 1000 soldados; sólo la intervención de la caballería imperial impidió que las tropas otomanas causaran pérdidas mucho más cuantiosas.

## Segunda etapa de la batalla
El 8 de octubre de 1683, los refuerzos imperiales, que sumaban 16 700 efectivos encabezados por Carlos V, duque de Lorena, se unieron al ejército polaco. Después de derrotar a la caballería polaca, Kara Mehmed Pasha reibió 8000 jinetes de élite comandados por Kara Mustafa Pasha. Las tropas de Emérico Thököly esperaban órdenes de ataque en las afueras de Párkány. El 9 de octubre de 1683, el Ejército Imperial formó en tres líneas de batalla. En el centro de las líneas se posicionaron 7600 soldados de infantería bajo el mando de Ernst Rüdiger von Starhemberg. El ejército polaco se colocó en las alas. Sobieski lideraba el ala derecha y Juan Estanislao Jablonowski la izquierda. En el lado derecho se posicionaron 4500 caballeros alemanes bajo Luis Guillermo de Baden-Baden. En el lado izquierdo 4500 soldados de caballería se apostaron al mando de Johann von Dünewald. Las fuerzas otomanas atacaron sin éxito la primera línea del ejército imperial y fueron flanqueadas por la caballería polaca. Las fuerzas otomanas fueron derrotadas y perdieron cerca de 9000 hombres durante la batalla.

## Consecuencias
Después de derrotar a los otomanos en Párkány, las fuerzas imperiales continuaron su marcha e infligieron varias derrotas más a los otomanos, al tiempo que ganaban el control de los territorios otomanos en Hungría. Kara Mustafa Pasha fue ejecutado por el sultán por no haber defendido los territorios húngaros del Imperio Otomano.